# Mestre en Gai Saber
Mestre en Gay Saber (posteriormente Mestre en Gai Saber), era el título honorífico con que era investido el ganador de tres premios ordinarios de los Juegos Florales de Barcelona desde su restauración en 1859 y posteriormente por los Juegos Florales de la Lengua Catalana, celebrados en el exilio de 1941 al 1977, a los poetas ganadores de tres premios ordinarios: la Englantina de oro, la Flor natural i la Viola oro y plata. 

## Lista de «Mestre en Gai Saber»
- 1862 - Jeroni Rosselló Ribera[1][2][3]
- 1863 - Joaquim Rubió i Ors
- 1866 - Marià Aguiló i Fuster
- 1867 - Josep Lluís Pons i Gallarza
- 1868 - Adolf Blanch i Cortada[4]

- 1869 - Francesc-Pelai Briz i Fernàndez
- 1871 - Jaume Collell i Bancells
- 1873 - Tomàs Forteza i Cortès[2]
- 1874 - Francesc d'Assís Ubach i Vinyeta[5]
- 1875 - Frederic Soler i Hubert[6]
- 1877 - Àngel Guimerà[7]
- 1878 - Damas Calvet de Budallés[8]
- 1880 - Jacinto Verdaguer y Santaló[6]
- 1883 - Josep Franquesa i Gomis
- 1885 - Ramon Picó i Campamar
- 1887 - Terencio Thos y Codina
- 1887 - Teodoro Llorente Olivares
- 1890 - Joaquim Riera i Bertran
- 1890 - Jacint Torres i Reyató
- 1892 - Josep Martí i Folguera[9]
- 1893 - Ferran Agulló i Vidal
- 1896 - Anicet de Pagès i de Puig[10]
- 1897 - Francesc Matheu i Fornells
- 1898 - Francesc Badenes Dalmau
- 1900 - Guillem August Tell i Lafont
- 1902 - Miquel Costa i Llobera
- 1903 - Joan Maragall i Gorina
- 1904 - Joan Maragall i Gorina[7][11]
- 1905 - Artur Masriera i Colomer[12]
- 1908 - Apel·les Mestres
- 1909 - Joan Alcover i Maspons
- 1909 - Joan Maria Guasch i Miró
- 1910 - Josep Carner i Puig-Oriol
- 1910 - Llorenç Riber i Campins[13]
- 1912 - Eduard Girbal i Jaume
- 1914 - Manuel Folch i Torres
- 1917 - Frederic Rahola i Trèmols
- 1920 - Josep Maria Tous i Maroto
- 1922 - Antoni Navarro i Grauger
- 1926 - Ramon Garriga i Boixader[14][15]
- 1928 - Josep Estadella i Arnó
- 1931 - Joan Arús i Colomer
- 1931 - Josep Maria de Sagarra
- 1934 - Joan Llongueras i Badia
- 1936 - Felip Graugés i Camprodon[16]
- 1941 - Domènec Perramon[6]
- 1949 - Mercè Rodoreda[6]
- 1953 - Agustí Bartra[6]
- 1958 - Joaquim Boixés[6]
- 1959 - Albert Manent[6]
- 1961 - Ventura Gassol[6]
- 1961 - Narcís Lunes i Boloix
- 1963 - Carles Pi i Sunyer[6]
- 1967 - Manuel de Pedrolo[6]
- 1971 - Ambrosi Carrion[6]
- 1971 - Albert Junyent[6]
- 1971 - Camil Geis i Parragueras
- 1972 - Màrius Sampere
- 1972 - Andreu Caimari i Noguera
- 1972 - Guillem Colom i Ferrà
- 1973 - Ramon Muntanyola i Llorach[6]
- 1974 - Josep Lladó i Pascual[17]
- 1975 - Gabriel Mora i Arana
- 1975 - Jaume Terrades
- 1975 - Josep Serra i Janer
- 1976 - Oleguer Huguet Ferré
- 1977 - Lluís Gassó i Carbonell
- 1978 - Joan Valls i Jordà
- 1978 - Olga Xirinacs Díaz[18]
- 1990 - Gabriel Mora i Arana
- 1991 - Anton Carrera Busquets[19]
- 2006 - Teresa Costa-Gramunt[20]
- 2017 - Eva Moreno Bosch[21]